# Mister Jinx
Mister Jinx je izmišljeni lik koji se pojavljuje u talijanskim stripovima Martin Mystère i Nathan Never. On je genijalni, ali dijabolični znanstvenik koji je pronašao tajnu besmrtnosti.

## Biografija
Nepoznato je koje je Jinxovo pravo ime. Rođen je negdje u prvoj polovici 20. stoljeća. U mladosti je koristio pseudonim Smith. Bio je iluzionist prije nego što je postao pomoćnik profesora Irwinga Bentleya. Kada je Bentley otkrio serum koji je ubrzavao biološke ritmove ljudskog tijela, Jinx je shvatio golemi novčani potencijal tog izuma. No Bentley je odlučio svoj pronalazak donirati američkoj akademiji znanosti, nakon čega mu je Jinx naglo injekcijom ubrizgao prekomjernu dozu seruma, te je Bentley izgorio sam od sebe.

### Vrijeme Nula
Sada jedini vlasnik seruma, Jinx je 1985. stvorio tvrtku Vrijeme Nula (Zero Time Inc.), te počeo bogatašima nuditi "mjesec dana odmora izvan vremena". Zapravo bi im ubrizgavao serum te im ubrzavao biološke ritmove 30 puta, ali bi oni vrijeme provodili u ograđenom prostoru gdje je stvorena i iluzija 30 puta bržeg protjecanja vremena, te bi tako za njih prošlo 30 "normalnih dana" dok bi za sav ostali svijet zapravo prošao samo jedan dan. Naravno, Jinx je za tretman u Vremenu Nula naplaćivao basnoslovne svote. No loša strana Jinxova seruma je bila prekomjerna doza, koja bi u pacijenata izazivala samoizgaranje. Ponekad bi i neki od Jinxovih klijenata sa slabijim imunološkim sustavom umirali od samozapaljenja.
Jedan takav slučaj privukao je pažnju Martina Mysterea, te je Jinx, znajući da on stalno kasni s obavljanjem poslova, ponudio Martinu "trideset dana izvan vremena", nadajući se da će Martin postati njegov stalni klijent. No Martin je, u dogovoru s inspektorom Travisom, pošao s Jinxom u Vrijeme Nula, gdje mu je ovaj objasnio sustav čitavog pogona. No Jinx je otkrio da Martin radi za policiju, i pokušao ga ubiti prekomjernom dozom seruma. No Martin je prilikom uboda slomio iglu injekcije, te je u njega ušla samo malena doza, ali dovoljna da mu da 30 puta veću brzinu od normalne. Martin je pobjegao Jinxovim ljudima autom, te je u potjeri Jinxov automobil izletio s ceste, te bio uništen u eksploziji i požaru. Policija je pronašla Vrijeme Nula i zatvorila ga.

### Operacija Dorian Gray
No Jinx nije poginuo. Tijekom pada auta s ceste ispao je van i završio u obližnjem grmlju, sa slomljenom rukom. Pobjegao je u svoje skrovište u podzemlju Brooklyna, pripremljeno baš za slučaj da nešto pođe ukrivo s Vremenom Nula. U iščekivanju osvete Martinu, Jinx se posvetio novom projektu, prebacivanju ljudskih umova iz starih tijela u novo, mlado tijelo. Tijekom postojanja Vremena Nula, Jinx je od znanstvenika koji su ondje gostovali krao podatke o njihovim znanstvenim projektima. Tako je saznao da je profesor Samuel Eulemberg pronašao način kako napraviti računalo na žive bjelančevine, u koje je bilo moguće "presnimiti" čitav ljudski um, odnosno sva sjećanja, misli i životna iskustva bilo koje osobe. Taj postupak je nazvao "Operacija Dorian Gray". 1987. Eulemberg je dovršio svoj pronalazak, i isprobao ga na sebi, presnimivši svoj um u tijelo mladog Johna D. Sterlinga. Pri tom postupku, novi um briše stari, domaći. Nakon toga, "novi" Eulemberg otrovao je svoje staro tijelo, ubivši ga. Potom je Eulemberg/Sterling dobio posao predavača na MIT-u. Pokušao je kontaktirati Martina, u želji da mu objasni svoj izum, ali ga je Jinx ubio.
Jinx je nakon toga uz pomoć svoje ljubavnice Lorelei oteo Martina, pripremivši mu paklenu osvetu. Kopirao je Martinov um u svoje računalo i jednu kopiju prelio u jednog pijanog beskućnika, Alfiea Doolittlea, koji se slučajno našao u blizini Jinxova skrovišta. Kopija Martinova uma je tako izbrisala Doolittleov, preuzevši kontrolu nad tijelom. Ali sada taj novi Martin/Doolittle uopće nije shvaćao što mu se dogodilo, jer se našao u starom, bolesnom tijelu koje nije bilo njegovo. Pokušao je zatražiti pomoć od svog prijatelja, inspektora Travisa, kojega je ipak uspio uvjeriti da je on Martin. U to su povjerovali i Java i Diana, Martinova zaručnika, ali Martin nije želio da ga ona gleda u tijelu alkoholičra te je pobjegao od njih. Pokušao je pronaći mjesto gdje se probudio u svom novom tijelu, ali uhvatila ga je apstinencijska kriza, te je ne gledajući izašao na cestu, gdje ga je udario kamion, ubivši ga. Java, Travis i Diana su s užasom morali gledati njegovu smrt.
U međuvremenu, Jinx je namjeravao Martinovo još uvijek svijesno tijelo u svom skrovištu iskoristiti za udomljavanje uma ostarjelog bogataša Rockforda, upravitelja tvrtke Rockford Enterprises, po cijeni od milijun dolara. Rockford je pristao, te je pod anestezijom njegov um presnimljen u Jinxovo računalo. Jinx se upravo spremao snimiti kopiju Rockfordova uma u Martinovo tijelo kada se začuo alarm. Travis i njegovi ljudi su pronašli Jinxovo skrovište, potpuno ga okruživši. Ne vidjevši nigdje izlaz, Jinx je ubio Lorelei, te presnimio svoj um u Rockfordovo tijelo, te je zatim Jinx/Rockford ubio svoje staro tijelo, namjestivši da to izgleda kao samoubojstvo. Martin je spašen, i vratio se u normalan život, a Jinx je nastavio živjeti u Rockfordovom tijelu, preuzevši njegovu tvrtku. Jinxovo računalo preuzela je policija grada New Yorka i ostalo je u njihovoj nadležnosti sve do 1996. kada ga je preuzela američka tajna agencija Drugdje, i spremila ga u svoje skladište, zajedno s drugim brojnim pronalascima "ispred svog vremena".

### Budućnost
Presnimavajući svoj um iz tijela u tijelo, Jinx je poživio daleko u budućnost, preživjevši čak i veliku ekološku katastrofu uzrokovanu projektom Inner Space 2024. godine, koja je zauvijek izmijenila lice planeta. Otprilike 200 godina nakon Jinxova sukoba s Martinom, Jinx je vodio tvrtku koja je za velike novčane iznose starim bogatašima presnimavala umove u mlađa tijela. No Jinx se dosjetio i kako biti na više mjesta istodobno. Napravio je nekoliko kopija svog uma, koje je presnimio u razna tijela, podjednako muška i ženska, te je slao svoje "duplikate" na razne zadatke vezane za svoj posao. Jedan od Jinxovih muških duplikata bio je Kaplan, a jedna od ženskih bila je Krissy Longfellow. Nakon svakog obavljenog zadatka, Jinx bi presnimavao iskustva svojih duplikata i unosio ih u svoj um. 2094. godine (po futurističkom kalendaru), u računalima Jinxove tvrtke došlo je do preopterećernja, jer je nekakv golemi program ušao u njih. Tek tri godine poslije Jinx je uspio sakupiti dijelove tog programa i otkriti o čemu se točno radi. Ispostavilo se da je to um Ravena, tehnodroida iz daleke budućnosti.